# Одзиси (Душетский муниципалитет)
Одзиси (груз. ოძისი) — село в Грузии, в муниципалитете Душети края Мцхета-Мтианети. В селе находятся руины усадьбы князей Эристави начала XIX века, а также музей Георгия и Давида Эристави.

## География
Село расположено в северной части края, в 16 километрах по прямой к юго-западу от центра муниципалитета Душети. Высота центра — 730 метров над уровнем моря.

## Население
По данным переписи населения 2014 года, в селе проживало 513 человек.
| Год  | Население | Мужчины | Женщины |
| ---- | --------- | ------- | ------- |
| 2002 | 581       | 299     | 282     |
| 2014 | 513       | 248     | 265     |